# Moskevský dálniční okruh

Okruh na mapě Moskvy

Moskevský dálniční okruh (rusky Московская кольцевая автомобильная дорога, Moskovskaja kolcevaja avtomobilnaja doroga, zkratka МКАД), lidově kalcó (кольцо) je dálniční okruh, vedený kolem hlavního města Ruska, Moskvy.

## Historie

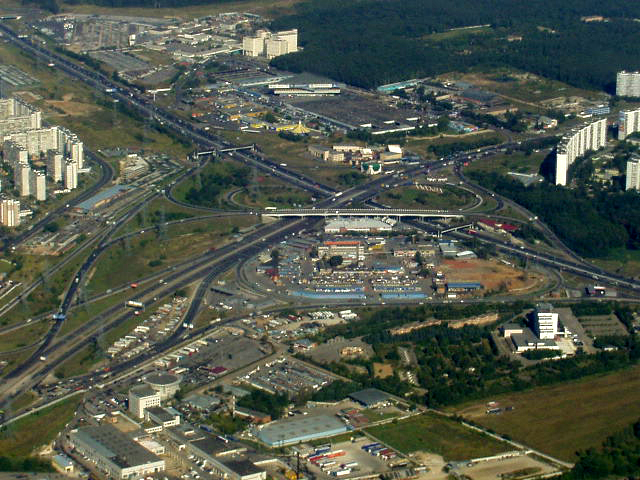
křižovatka MKADu a jedné radiální komunikace

Dálnice je desetiproudá (v obou směrech) a dlouhá 108,9 km. Není přesně kruhového tvaru, spíše tvoří elipsu. První plány její realizace se objevovaly v 50. letech 20. století, kdy doprava v centru města (hlavně dálková) začala pomalu dosahovat problematické úrovně. První část dálnice tak byla otevřena roku 1961, tehdy pouze jako čtyřpruhová (dva pruhy v každém směru). Jednalo se však tehdy pouze o úsek přes řeku Moskvu, spojující čtvrti Strogino a Kapotni. Dlouhou dobu platil i okruh jako administrativní hranice města, v 80. letech 20. století se však i některé oblasti za ním začaly k velkoměstu připojovat. V roce 2002 pak byla otevřena už i první stanice metra, která se nachází za okruhem (Bulvar Dmitrija Donskogo). V 90. letech se za vlády Jurije Lužkova okruh rozšířil, takže nyní má na obou stranách čtyři až pět dopravních pruhů a mezi oběma směry je pak umístěna betonová bariéra. Vznikly rovněž i nadchody a podchody pro pěší. Rychlost je zde omezena na 100 km/h, přičemž na některých místech existuje proměnlivé dopravní značení, které nejčastěji kvůli hustotě provozu omezuje rychlost na 80 km/h. Není povolen provoz některým pomalým vozidlům.